# Balša II

Sitio de la ciudad de Kotor por Balša II.

Balša II Balšić (en serbio: Балша II Балшић; murió el 18 de septiembre de 1385) fue el señor de Zeta desde 1378 hasta 1385. Consiguió expandir sus fronteras hacia el sur, derrotando al duque albanés Karl Topia.
Fue miembro de la noble familia Balšić, que gobernó Zeta (con Shkodër) desde 1356 hasta 1421.

## Biografía
Balša II fue el más joven de los tres hijos de Balša I. El 13 de enero de 1378, ascendió al poder en Zeta después de la muerte de su hermano mayor, Đurađ I. Su poder se dejó sentir en la región de Shkodër y en la parte oriental de la costa de Zeta. Los señores feudales más prominentes que no reconocieron el dominio de Balša eran sus enemigos jurados, la familia Đurašević-Crnojević, que eran aliados de los venecianos. En 1372, se casó con Comnena, hija de Juan Comneno Asen. Como dote, obtuvo las ciudades de Berat y Kanina. En 1382, Balša II comenzó la guerra por la conquista de Durazzo, tomándolo después de cuatro intentos. En 1385, derrotó al gobernante Carlos Topia que hizo una apelación al sultán Murad I por ayuda y el ejército otomano liderado por Hajredin Pasha derrotó a Balša en la batalla de Savra cerca de Berat. Los turcos le cortaron la cabeza y se la enviaron como regalo a Hajredin Pasha. Esto puso fin al gobierno de su familia sobre Durazzo. La viuda de Balša, Comnena, y su hija Ruđina, después tomaron el control del territorio de Balša en el sur de Albania para protegerla de los invasores turcos. Comnena parecía ser la principal gobernante del Ducado de Valona, hasta su muerte en 1396. Mientras tanto, la familia Muzaka había obtenido el control de Berat. En 1391, sin embargo, Ruđina se casó con Mrkša Žarković. Žarković ascendió en el ducado, llamándose a sí mismo señor de Valona. Reinó sobre la ciudad hasta su muerte en 1414. Ruđina asumió la posición de su difunto esposo y gobernó Valona hasta 1417, cuando ella, así como su ciudadela en Kanina, fue capturada por los turcos. Ruđina huyó de Albania y solicitó asilo en Zeta. Su sobrino, Balša III, el entonces gobernador de Zeta, le concedió el asilo y le confió la gobernación de la ciudad costera de Budva.